# Střítež pod Křemešníkem
Střítež pod Křemešníkem é uma comuna checa localizada na região de Vysočina, distrito de Pelhřimov.